# Васьковицька сільська рада
Васьковицька сільська рада — колишня адміністративно-територіальна одиниця та орган місцевого самоврядування у Овруцькому і Коростенському районах Коростенської, Волинської округ, Київської й Житомирської областей УРСР та України з адміністративним центром у с. Васьковичі.

## Населені пункти
Сільській раді були підпорядковані населені пункти:
- с. Васьковичі

## Населення
Кількість населення ради, станом на 1923 рік, становила 2 311 осіб, кількість дворів — 465.
Відповідно до результатів перепису населення 1989 року, кількість населення ради, станом на 12 січня 1989 року, складала 1 540 осіб.
Станом на 5 грудня 2001 року, відповідно до перепису населення України, кількість мешканців сільської ради складала 1 108 осіб.

## Склад ради
Рада складалася з 14 депутатів та голови.

## Керівний склад сільської ради
| ПІБ                            | Основні відомості                                                                 | Дата обрання | Дата звільнення |
| ------------------------------ | --------------------------------------------------------------------------------- | ------------ | --------------- |
| Ущапівський Олександр Петрович | Сільський голова, 1964 року народження, освіта, член Народно-демократичної партії | 26.03.2006   | 31.10.2010      |
| Ущапівський Олександр Петрович | Сільський голова, 1964 року народження, освіта вища, безпартійний                 | 31.10.2010   | 10.11.2015      |
| Лазаренко Петро Петрович       | Сільський голова 1964 року народження, освіта середня — спеціальна                | 10.11.2015   |                 |

Примітка: таблиця складена за даними джерела

## Історія
Утворена 1923 року в с. Васьковичі Великофосенської волості Коростенського повіту Волинської губернії. Станом на 1 жовтня 1941 року в складі Васьковицької сільської управи перебував на обліку населений пункт Артполігон.
Станом на 1 вересня 1946 року Васьковичівська сільрада входила до складу Коростенського району Житомирської області, на обліку в раді перебувало с. Васьковичі.
11 серпня 1954 року до складу ради увійшли села Барди та Межирічка ліквідованої Межиріцької сільської ради Коростенського району.
Сільську раду ліквідовано 5 березня 1959 року, відповідно до рішення Житомирського ОВК «Про ліквідацію та зміну адміністративно-територіального поділу окремих сільських рад області»; с. Васьковичі відійшло до складу Бехівської сільської ради, села Барди та Межирічка — до складу Купечівської сільської ради Коростенського району.
Відновлена 18 червня 1990 року, відповідно до рішення Житомирської обласної ради «Про внесення змін в адміністративно-територіальний устрій окремих районів», з підпорядкуванням с. Васьковичі.
У 2020 році, відповідно до розпорядження Кабінету Міністрів України № 711-р від 12 червня 2020 року «Про визначення адміністративних центрів та затвердження територій територіальних громад Житомирської області», територію та населені пункти ради було включено до складу Коростенської міської територіальної громади Коростенського району Житомирської області.
Входила до складу Овруцького (7.03.1923 р.) та Коростенського (5.02.1933 р.) районів.